# Migé
Migé är en kommun i departementet Yonne i regionen Bourgogne-Franche-Comté i norra Frankrike. Kommunen ligger i kantonen Coulanges-la-Vineuse som tillhör arrondissementet Auxerre. År 2022 hade Migé 392 invånare.

## Befolkningsutveckling
Antalet invånare i kommunen Migé
| Referens: INSEE |